# (S)-iPr-PHOX
(S)-iPr-PHOX, systematicky (4S)-2-[2-(difenylfosfanyl)fenyl]-4-(propan-2-yl)-4,5-dihydro-1,3-oxazol, je chirální bidentátní ligand odvozený od aminoalkoholu valinolu. Patří mezi fosfinooxazoliny a používá se v asymetrické katalýze.

## Příprava
(S)-iPr-PHOX se připravuje z valinolu, alkoholu odvozeného od valinu. Nejprve se navazuje fosfinová skupina, reakcí 2-brombenzonitrilu a chlordifenylfosfinu; následně se vytvoří oxazolinový kruh Witteovou-Seeligerovou reakcí, kterou se získá stabilní komplex zinku, jenž poté reaguje s bipyridinem. Příprava se provádí v argonové nebo dusíkové atmosféře, výsledný produkt ale na vzduch citlivý není.

## Použití
Komplexy iridia a (S)-iPr-PHOX se používají při asymetrických hydrogenacích.